# FA La Rochelle
FA La Rochelle – francuski klub piłkarski z siedzibą w La Rochelle.

## Historia
Football Atlantique Rochelais został założony w 1902 roku jako Entente Sportive Rochelaise. Przez wiele lat klub występował w niższych klasach rozgrywkowych. W 1970 roku klub po raz pierwszy awansował do Division 3. W 1971 roku klub po raz pierwszy w historii awansował do Division 2. Pobyt na zapleczu francuskiej ekstraklasy trwał tylko sezon, gdyż po zajęciu 14. miejsca klub spadł z ligi. Równie krótki był drugi pobyt w Division 2 w sezonie 1974–1975. Potem klub występował głównie w trzeciej i czwartej lidze.
W 2006 roku został administracyjnie zdegradowany do ligi lokalnej. Klub zmienił przy tym nazwę na Espoir La Rochelle. Rok później klub połączył się z Avenir Maritime Laleu La Pallice tworząc Laleu / La Rochelle FC. W 2010 klub zmienił nazwę na Football Atlantique Rochelais. Obecnie La Rochelle występuje w Division d’honneur (VI liga).

## Sukcesy
- mistrzostwo Division 3: 1971.
- 2 sezony w Division 2: 1971-1972, 1974-1975.